# انجمن پیوند
انجمن تاجیکان و پارسی‌زبانان جهان - پیوند، با نگارش سیریلیک فارسی تاجیکی: Анҷумани тоҷикон ва форсизабонони ҷаҳон – Пайванд، سازمانی مستقل و غیردولتی است، که بهر نگهداری و گسترش ارزش‌ها و پیوندهای مشترک تاریخی و فرهنگی تاجیکان و دیگر پارسی‌زبانان در تاجیکستان پایه‌گذاری شده‌است.

## مقررات همگانی
- انجمن تاجیکان و پارسی‌زبانان جهان (از این پس – انجمن پیوند) سازمان مستقل غیردولتی و بین‌المللی است، که از برای پاسداشت و بوند ارزش‌ها و سنت‌های هَنباز (مشترک) تاریخی و فرهنگی تاجیکان و دیگر مردمان پارسی‌زبان برای گسترش و پایداری پیوندهای دوستانهٔ میان آن‌ها بنیادگذاری شده‌است.
- انجمن پیوند کار خود را بر پایهٔ قانون اساسی و قانون‌های جمهوری تاجیکستان، اعلامیهٔ حقوق بشر و دیگر اسناد معتبر حقوقی بین‌المللی، رعایت و احترام قانون‌های کشورهای مربوط و همین آیین‌نامه انجام می‌دهد.
- انجمن پیوند به همهٔ ارزش‌ها و باورهای پسندیدهٔ بشری احترام گزارده، از تلاش‌های روحی آزادی، دموکراسی، عدالت اجتماعی و صلح جهانی پشتیبانی می‌کند.
- انجمن پیوند حقوق تاجیکان و پارسی‌زبانان جهان را صرف نظر از باورهای دینی، مذهبی، سیاسی و تعلقاتی ملی و شهروندی‌شان طبق ترتیبات مقرر شده پشتیبانی می‌کند.
- انجمن پیوند نسبت به قضیه‌هایی که در سطح ملی و بین‌المللی با سرنوشت تاجیکان و هموطنان و همزبانان پیوند دارد، بی‌طرف است و نمی‌تواند و با هر گونه تعصب، برانگیختن دشمنی میان ملت‌ها و کشورها، زور ورزی و استبداد مخالف است.
- انجمن پیوند از زمان ثبت‌نام در وزارت عدلیهٔ جمهوری تاجیکستان دارای بار حقوقی و غیردولتی است.
- انجمن پیوند شخصی حقوقی بوده، دارای رمز، نشان و مُهر می‌باشد.

## نشانی انجمن پیوند
- ۷۳۴۰۲۵، جمهوری تاجیکستان، شهر دوشنبه، خیابان رودکی، شمارهٔ ۱۰۷.
- СУРОЃАИ АНЉУМАНИ ПАЙВАНД، ۷۳۴۰۲۵، Љумњурии Тољикистон، ш. Душанбе، хиёбони Рўдакї ۱۰۷.

## انجمن ششم (سال ۲۰۰۶) انجمن پیوند
روز جمعه، ۸ سپتامبر، در پایتخت تاجیکستان، ششمین انجمن پارسی‌زبانان جهان با شرکت دانشمندان، پژوهشگران و فعالان جهان پارسی‌زبان و مقامات کشورهای ایران و افغانستان برگزار شد.

### شرکت‌کنندگان
- رئیس‌جمهور تاجیکستان و رئیس برگزیدهٔ انجمن پیوند - امامعلی رحمانف
- رئیس مجلس ملی افغانستان - یونس قانونی
- رئیس پیشین مجلس شورای اسلامی ایران - غلامعلی حدادعادل